# Izvidnička satnija GMTBR
Izvidnička satnija elitna je postrojba Gardijske motorizirane brigade ustrojena od izvidničkih satnija 1. i 4. GBR te 354. vojno-obavještajne satnije nekadašnjeg IV. korpusa. Iz tih su postrojbi uglavnom stariji, iskusniji pripadnici, koji ujedno čine zapovjedni kadar satnije, a 2008. godine ona je popunjena i novim mladim pripadnicima. Satnija provodi vrlo intenzivnu obuku, pa tako pripadnici do četiri puta godišnje u kampu "Bralovac" provode izvidničke tabore u trajanju od 8 do 10 dana.

## Smještaj
Izvidnička satnija smještena je u vojarni "General Andrija Matijaš Pauk" u Kninu.

## Sudjelovanje u međunarodnim vojnim operacijama
Oko 40 posto pripadnika satnije sudjelovalo je u međunarodnim vojnim operacijama, dio je i sada u misiji ISAF u Afganistanu, a dio se priprema za odlazak na Golansku visoravan, gdje će u sklopu 4. satnije hrvatskog kontingenta sudjelovati u misiji UNDOF. 
2009. godine sudjelovat će u sklopu MLOT-a u ISAF-u, a u skladu s potrebama satnije sudjeluju i na raznim specijalističkim tečajevima u zemlji i inozemstvu.